# SWDイーグルス
サウスウェスタン・ディストリクツ・イーグルス（英: South Western Districts Eagles）は、南アフリカ共和国の西ケープ州ジョージを拠点とするラグビーユニオンチーム。カリーカップに所属。

## 概要
南アフリカに14あるラグビーユニオン地域協会の1つ、南西地区（South Western Districts）協会の代表チーム。
南西地区協会は西ケープ州東部地域を管轄している。

## 歴史
1899年、当時のイギリス領ケープ植民地にサウスウェスタン・ディストリクツ（南西地区協会）として創設。
1997年、SWDイーグルスに改称。

## タイトル
2022年7月現在
- カリーカップ・ファーストディビジョン（2部）
  - 優勝 3回：2002, 2007, 2018

## 歴代所属選手
- エウンズ・コツゼ
- ラウル・ラーソン
- グラント・ケンプ（ 香港代表）